# 19. Luftwaffen-Feld-Division
La 19. Luftwaffen-Feld-Division (19e division de campagne de la Luftwaffe) a été l'une des principales divisions de la Luftwaffe allemande durant la Seconde Guerre mondiale.

## Création et différentes dénominations
La 19. Luftwaffen-Feld-Division a été formée le 1er mars 1943 à Bergen, près de Celle en Allemagne à partir du Luftwaffen Infanterie-Regiment Luftgau-Kommando Moskau.
Comme plusieurs autres Luftwaffen-Feld-Division, le 1er novembre 1943, la Division est prise en charge par la Heer et est renommée 19. Feld-Division.
En Italie, le 1er juin 1944, la 19. Feld-Division (L) change de dénomination et devient la 19. Luftwaffen-Sturm-Division (19e division d'assaut de la Luftwaffe).
La division est détruite en Italie en juillet 1944 et dissoute un mois plus tard. L'infanterie est utilisée pour former la 19. Grenadier-Division au Danemark, tandis que l'artillerie, les pionniers et les éléments restants de l'infanterie ont été alloués à la 20. Luftwaffen-Sturm-Division en Italie.

## Historique et théâtres d'opérations
1943
- À partir du 9 avril 1943, la Division commence à faire mouvement vers Vernon.
- Le 17 avril 1943, le transfert de la Division est terminé.
- Le 6 juin 1943, la division entreprend un 2e transfert vers Middelbourg qui se termine le 20 juin 1943.

1944
- Le 1er juin 1944, la 19. Feld-Division (L) change de dénomination et devient la 19. Luftwaffen-Sturm-Division.
- La Division participe aux opérations en Italie où elle est détruite en juillet 1944. Dissoute un mois plus tard, ses unités restantes sont transférées pour former la 19. Grenadier-Division et la 20. Luftwaffen-Sturm-Division.

## Commandement

Drapeau du commandant d'une division aérienne

| Début            | Fin               | Grade           | Nom                   |
| ---------------- | ----------------- | --------------- | --------------------- |
| 1er octobre 1942 | 31 janvier 1943   | Generalmajor    | Gerhard Bassenge (en) |
| 1er février 1943 | 30 juin 1943      | Generalleutnant | Hermann Plocher       |
| 1er juillet 1943 | 1er novembre 1943 | Generalleutnant | Erich Baeßler         |
| 1er juin 1944    | 15 juillet 1944   | Generalleutnant | Erich Baeßler         |
| 10 août 1944     | 18 août 1944      | Generalleutnant | Albert Henze (en)     |

## Chef d'état-major
| Début         | Fin               | Grade     | Nom                |
| ------------- | ----------------- | --------- | ------------------ |
| 25 mai 1943   | 1er novembre 1943 | Hauptmann | Gerhard Hildebrand |
| 1er juin 1944 | 10 juillet 1944   | Major     | Gerhard Hildebrand |

## Rattachement
| Date                        | Armeekorps | Armee                       | Heeresgruppe | Lieu                                                             |
| --------------------------- | ---------- | --------------------------- | ------------ | ---------------------------------------------------------------- |
| Juin 1943 - Juillet 1943    |            |                             | D            | basé à Chartres                                                  |
| Juillet 1943 - Octobre 1943 | LXXXIX     | Armeeoberkommando (AOK) .15 | D            | basé à Middelbourg dans la zone de Walcheren, Zuidet et Beweland |
| Juin 1944                   | LXXV       | Zangen                      | C            | Italie                                                           |
| Juillet 1944                | XIV        | 14. Armee                   | C            | Italie                                                           |

## Unités subordonnées
19. Feld-Division
- Luftwaffen-Jäger-Regiment 37
- Luftwaffen-Jäger-Regiment 38
- Panzer-Jäger-Abteilung Luftwaffen-Feld-Division 19
- Luftwaffen-Artillerie-Regiment 19
- Luftwaffen-Pionier-Bataillon 19
- Radfahrer-Kompanie Luftwaffen-Feld-Division 19
- Luftnachrichten-Kompanie Luftwaffen-Feld-Division 19
- Kommandeur der Nachschubtruppen Luftwaffen-Feld-Division 19

19. Luftwaffen-Sturm-Division
- Jäger-Regiment 37 (L)
- Jäger-Regiment 38 (L)
- Jäger-Regiment 45 (L)
- Divisions-Füsilier-Bataillon 19 (L)
- Artillerie-Regiment 19 (L)
- Pionier-Bataillon 19 (L)
- Nachrichten-Abteilung 19 (L)
- Feldersatz-Bataillon 19 (L)
- Versorgungstruppen 19 (L)